# Зваћеш се Варвара
Зваћеш се Варвара је предстојећа српска серија из 2024. године.
Током 2025. године ће се емитовати на Суперстар ТВ.

## Радња
Узбудљива, упечатљива, пуна неочекиваних обрта, сетна и меланхолична, драматична, мелодраматична, увек емотивна и искрена - ова серија открива шта се крије у сенкама живота тј. како живот човека данас изгледа у савременом свету.
Без класичног главног јунака, а са Варваром као првом међу једнакима, ова серија детељно описује судбине неколицине главних јунака који су сви окренути једном истом циљу - потрази за срећом.
Кроз различите жанрове, вођени различитим схватањем среће, јунаци журе да је ухвате, да је досегну, док неки од њих само беже од несреће (која јури да их стигне и чврсто загрли).
Милена, млада девојка која је већ у раним годинама прошла тешко описиву патњу, од Бога тражи спас и утеху. За срећу не сме ни да пита. Бог пристаје да помогне, даје јој име Варвара, да је више нико не препозна и не повреди.
Владимир, Сања и Филип су мала породица без среће. Филип је болестан, Владимир тражи срећу са Мином. Она му не може дати, нема је ни сама.
Варвара је заљубљена у Исидора (који се тако не зове). Исидор је криминалац - емотивац, и он воли божју ћерку Варвару. Он је у затвору, она у манастиру. Воле се и даље и још више; и тако даље.

## Улоге
| Глумац                | Улога                       |
| --------------------- | --------------------------- |
| Анита Огњановић       | Варвара                     |
| Уна Лучић             | Мина Терзић                 |
| Катарина Марковић     | Сања                        |
| Чубрило Чупић         | Исидор                      |
| Љубиша Милишић        | Славко                      |
| Андрија Кузмановић    | Владимир                    |
| Предраг Бјелац        | Бруне                       |
| Радомир Николић       | хирург                      |
| Зоран Цвијановић      | Мита                        |
| Никола Пејаковић      | др Сава                     |
| Андријана Ђорђевић    | Јелена                      |
| Бранка Шелић          | Симка                       |
| Стефан Вукић          | Трапи                       |
| Бранко Јанковић       | Јуса                        |
| Немања Оливерић       | инспектор Гарић             |
| Вахид Џанковић        | продавац на пумпи           |
| Павле Поповић         | Стефанов човек 1            |
| Бојан Кривокапић      | командир страже             |
| Наташа Марковић       | Данка                       |
| Ана Франић            | Ана                         |
| Зинаида Дедакин       | Спаса                       |
| Вучић Перовић         | Марко                       |
| Горица Регодић        | затвореница                 |
| Бранислав Зеремски    | доктор у манастиру          |
| Соња Дамјановић       | директорка школе            |
| Даница Ристовски      | Мати Ефимија                |
| Радоје Чупић          | Миленин отац                |
| Драган Марјановић     | Богдан                      |
| Стефан Бузуровић      | оператер БИА                |
| Даница Тодоровић      | васпитачица                 |
| Елизабета Ђоревска    | управница                   |
| Петар Ћирица          | Љуљов човек                 |
| Маја Колунџија        | конобарица                  |
| Младен Нелевић        | Сенкин отац                 |
| Миодраг Крчмарик      | рецепционер                 |
| Јован Савић           | инспектор БИА               |
| Александар Ђурица     | др Пишчевић                 |
| Ненад Пећинар         | пијани полицајац            |
| Иван Михаиловић       | др Саша                     |
| Лазар Стругар         | Ђорђе                       |
| Дејан Тончић          | старији полицајац           |
| Татјана Венчеловски   | Пајина жена                 |
| Милош Танасковић      | тип у кафани на пијаци      |
| Гордана Ђурђевић      | ујна Јела                   |
| Мирко Влаховић        | Паја                        |
| Романа Царан          | затвореница                 |
| Марија Бабић          | Сањина асистенткиња         |
| Татјана Кецман        | Зорица                      |
| Михаило Лаптошевић    | затворски лекар             |
| Јована Кнежевић       | полицајка у затвору         |
| Игор Дамњановић       | Љуљ                         |
| Златија Оцокољић      | Даница                      |
| Милена Николић        | Бранка                      |
| Небојша Кундачина     | професор у УЦ               |
| Дејан Цицмиловић      | полицајац                   |
| Александра Плескоњић  | тетка Зора                  |
| Никола Тодоровић      | шофер аутобуса              |
| Марија Опсеница       | монахиња Евдокија           |
| Маја Шаренац          | Сенкина мајка               |
| Милена Ђорђевић       | управница затвора           |
| Видан Миљковић        | дежурни лекар у УЦ          |
| Владимир Тешовић      | анестезиолог                |
| Петра Радивојевић     | монахиња Јустина            |
| Добрила Стојнић       | затвореница                 |
| Маја Стојановић       | полицајка на граници        |
| Нина Рукавина         | монахиња Анђелија           |
| Душан Јакишић         | газда кафане                |
| Јован Ристовски       | Мома, власник кафане        |
| Данило Бабовић        | Пољак на јахти              |
| Кристина Вулетић      | полицајка у мушком затвору  |
| Милош Луцић           | корумпирани полицајац       |
| Павле Богојевић       | Мали                        |
| Ана Рудакијевић       | монахиња Теодора            |
| Дина Вуцај            | Радица                      |
| Раде Перовић          | млађи полицајац             |
| Јелена Орловић        | албанска конобарица         |
| Јован Јелисавчић      | управник затвора            |
| Немања Рафаиловић     | црногорски полицајац        |
| Исидора Влчек         | новинарка у основној школи  |
| Тара Ђурашиновић      | млађа Кинескиња             |
| Јован Ристовски       | поштар у манастиру          |
| Никола Кмирнац        | Бонер                       |
| Лорен Руи             | Жерар                       |
| Ратко Игњатов         | полицајац 2                 |
| Бранко Илић           | Стефано                     |
| Лазар Ђурашовић       | Михаило Лале                |
| Мина Мићовић          | Сенка                       |
| Јована Брновић        | Сенкина другарица           |
| Чад Спенце            | Црнац на јахти              |
| Саша Ђорђевић         | полицајац 1                 |
| Василије Милић        | Филип                       |
| Немања Драговић       | шанкер у Црној Гори         |
| Деченг Зао            | Кинез руководилац           |
| Марко Петковић        | стражар у женском затвору   |
| Љубиша Ристовић       | Радичин отац                |
| Драга Ћирић Живановић | послужитељка у дому за децу |
| Лука Шолаја           | Максим                      |
| Исидора Зечевић       | службеница у дому за децу   |